# Franz Walter Stahlecker
Franz Walter Stahlecker (Sternenfels, 10 oktober 1900 – Krasnogvardejsk, 23 maart 1942) was commandant van Einsatzgruppe A en Hoger SS- en Politieleider (Höhere SS- und Polizeiführer HSSPF) van het Rijkscommissariaat Ostland. Stahlecker was de meest wrede commandant van de vier Einsatzgruppen - moordcommando's die actief waren in Oost-Europa tijdens Operatie Barbarossa.
Franz Stahlecker werd geboren in de Zuid-Duitse plaats Sternenfels in 1900. Stahlecker ging naar het gymnasium in Tübingen, dat hij met een abitur afsloot. In de herfst van 1918 werd hij opgeroepen voor militaire dienst, maar het kwam niet tot een frontinzet. Hij werd in 1932 lid van de NSDAP waar hij werd benoemd tot hoofd van de politieke politie in de staat Württemberg in Zwaben. Hij werd gedetacheerd op het hoofdkwartier van de Sicherheitsdienst (SD) en werd in 1938 chef van de SD in het Donau-district Wenen. Deze functie oefende hij nog steeds uit toen hij tot Standartenführer bevorderd werd. Een meningsverschil met Reinhard Heydrich resulteerde in een overplaatsing naar het Ministerie van Buitenlandse zaken, waar hij verschillende posten aanvaardde in het Protectoraat Bohemen en Moravië onder het bevel van SS-Brigadeführer Karl Hermann Frank. In november 1940 werd Franz Walter Stahlecker in Noorwegen tot SS-Oberführer bevorderd.
In juni 1941 werd Stahlecker SS-Brigadeführer en Generalmajor der Polizei (brigadegeneraal in de politie) waar hij het bevel opnam van Einsatzgruppe A in de hoop om in het hoofdkwartier van de nazi-veiligheidsdienst (Reichssicherheitshauptamt) (RSHA), terecht te komen. Einsatzgruppe A volgde Heeresgruppe Nord en was actief in de Baltische staten en in Russisch gebied tot Leningrad (nu Sint Petersburg). De missie van het moordcommando was om op jacht te gaan naar Joden, zigeuners, communisten en andere ongewensten. Tegen de winter van 1941 rapporteerde Stahlecker aan Berlijn dat zijn moordcommando 249.420 Joden had vermoord.
Tegen einde november 1941 werd Stahlecker benoemd tot Hoger SS- en Politieleider van het Rijkscommissariaat Ostland, een gebied dat Estland, Letland, Litouwen en Wit-Rusland omvatte.
Franz Walter Stahlecker werd op 23 maart 1942 gedood tijdens een actie van partizanen bij Krasnogvardeisk in Rusland.

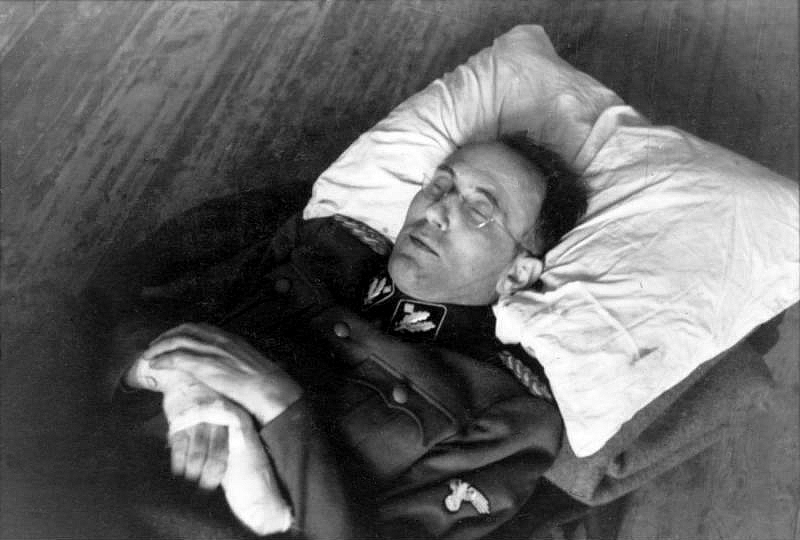
Stahlecker als gewonde, 1941

## Familie[1]
Stahlecker trouwde op 14 oktober 1932 met de tien jaar jongere Luise-Gabriele, (geboren Freiin von Gültlingen (geboren: 1910)). Uit dit huwelijk kwamen vier kinderen. De ouders van Stahlecker waren Eugen Stahlecker (geboren: 1867), rector in Tübingen, moeder: Anna, geboren Zaiser (1872-1932).

## Militaire loopbaan
- SS-Brigadeführer en Generalmajor in de politie: 6 februari 1941[2]
- SS-Oberführer: 1 mei 1940[2]
- SS-Standartenführer: 15 mei 1938[2]
- SS-Obersturmbannführer: 20 april 1938[2]
- SS-Sturmbannführer: 30 januari 1937[2][4]
- SS-Hauptsturmführer: 30 januari 1936[2][5]
- SS-Obersturmführer: 20 april 1935[2][6]
- SS-Sturmführer: 18 december 1933[2][7]

## Lidmaatschapsnummers
- NSDAP-nr.: 3 219 015[1][3][6](hernieuwd lid geworden 1 mei 1932[2])
- NSDAP-nr.: 1 069 130[2][3][4] (lid geworden 1921)
- SS-nr.: 73 041[7](lid geworden 1 mei 1932[2])

## Decoraties
- IJzeren Kruis 1939, 1e Klasse (30 juni 1942[2]) (postuum) en 2e Klasse[2]
- Gewondeninsigne 1939 in goud in 1942[2]
- Sportinsigne van de SA in brons[4] in 1937[2]
- Kruis voor Oorlogsverdienste, 1e Klasse  en 2e Klasse met Zwaarden[2]
- Julleuchter der SS op 15 december 1936[2]

- Gemeinsame Normdatei: 120259796
- International Standard Name Identifier: 0000 0000 2592 1616
- Nationale Bibliotheek van Israël: 987010304957505171
- Virtual International Authority File: 3567266
- WorldCat: E39PBJjMCwdpv7mxvRF6kC3JDq